# Harriet Dyer
Harriet Dyer, född den 17 oktober 1988 i Townsville, Australien, är en australisk skådespelerska.

## Biografi
Dyer är född och uppvuxen i Townsville, Australien. Hon har studerat vid National Institute of Dramatic Art (NIDA) i Sydney, Australien.
För en internationell publik är Dyer mest känd för att ha spelat huvudrollen i tv-serierna Love Child (2014–2017) och No Activity (2015–2018); hon har även haft en framträdande roll i TV-serien American Auto. Hon har också medverkat i filmer, framför allt The Invisible Man.
I mars 2021 gifte sig Dyer med sin motspelare från No Activity, Patrick Brammall. Paret adopterade en dotter tillsammans 2021.

## Roller (i urval)[4]
- 2014–2017 – Love Child (TV-serie)
- 2015 – Ruben Guthrie
- 2015–2016 – No Activity (TV-serie)
- 2017–2019 – The Other Guy (TV-serie)
- 2019–2019 – The InBetween (TV-serie)
- 2020 – The Invisible Man
- 2021–2022 – American Auto (TV-serie)
- 2022 – Två singlar och Colin (TV-serie)